# What I Learned About Ego, Opinion, Art & Commerce
What I Learned About Ego, Opinion, Art & Commerce är ett samlingsalbum av rockgruppen Goo Goo Dolls från 2001. Skivan innehåller inga nya låtar utan är en "Det bästa av...", med undantaget att deras största hitlåtar saknas.
Samlingen inkluderar låtar från samtliga av bandets tidigare skivor.

## Låtlista

### FrånDizzy Up the Girl
- 01: Bullet Proof
- 02: All Eyes On Me
- 03: Amigone
- 04: Acoustic Nr 3

### FrånA Boy Named Goo
- 05: Naked
- 06: Ain't That Unusual
- 07: Burnin' Up 2001 Remix
- 08: Flat Top
- 09: Eyes Wide Open

### FrånSuperstar Car Wash
- 10: Fallin' Down
- 11: Another Second Time Around
- 12: Cuz You're Gone
- 13: We Are The Normal 2001 Remix
- 14: Girl Right Next To Me 2001 Remix
- 15: Lucky Star
- 16: On The Lie

### FrånHold Me Up
- 17: Just The Way You Are
- 18: Two Days In February New Recording 2001
- 19: Laughing
- 20: There You Are

### FrånJed
- 21: Up Yours

### FrånGoo Goo Dolls
- 22: I'm Addicted